# 1er régiment de France
Ne doit pas être confondu avec 1er régiment d'infanterie (France).
Pour les articles homonymes, voir 1er régiment et Premier régiment de France (homonymie).
Le 1er régiment de France (1er RF ou 1er RdF) est une unité militaire créée par le gouvernement de Vichy en 1943 pour lutter contre la résistance intérieure mais qui finit par la rejoindre en grande partie l'année suivante.

## Histoire

### Création
Après la dissolution de l'Armée d'armistice le 27 novembre 1942 et la découverte par les Allemands de dépôts d'armes camouflés dans l'ancienne zone libre, le général Eugène Bridoux, secrétaire d'État à la Guerre, éprouve les plus grandes difficultés à reconstituer quelques unités armées dépendant du gouvernement de Vichy. Pierre Laval obtient cependant d'Hitler à Berchtesgaden le 30 avril 1943 de pouvoir créer une force militaire de petite taille.
La loi est promulguée le 15 juillet 1943 et le général Bridoux forme le 23 juillet 1943 le Premier régiment de France, composé de trois bataillons et dont l'effectif maximum est fixé à 2 760 hommes, sous le commandement du général Antoine Berlon (°Toulon, 1890), considéré par certains comme pro-allemand :
- 1er bataillon (infanterie), stationné au Blanc, commandé par le chef de bataillon de Digoine du Palais[4] ;
- 2e bataillon (infanterie), à Saint-Amand-Montrond, commandé par le chef de bataillon Ardisson[4] ;
- 3e bataillon (mixte), à Dun-sur-Auron, commandé par le lieutenant-colonel Aublet[5].

Le choix de ces garnisons, fait par les Allemands, montre bien la volonté de ces derniers de disperser le régiment. L'état-major est au Blanc, à 120 km des deux autres garnisons, alors que les liaisons radio du régiment n'ont qu'une portée de 15 km.
Le régiment se distingue des précédentes unités françaises par son caractère interarmes, le troisième bataillon mêlant un escadron à cheval, un escadron cycliste, un escadron de mortiers et un escadron spécial de services.

### Recrutement
Les militaires du rang sont à 50% des étudiants se destinant à une carrière militaire, ce qui fait surnommer l'unité « régiment des bacheliers » par la presse d'époque. Les officiers sont également des volontaires de l'ancienne armée d'armistice tandis que les sous-officiers sont généralement des militaires du rang formés au sein du peloton d'élèves gradés du régiment.
Le régiment, rattaché à Pierre Laval, est composé d’un personnel attaché aux valeurs militaires mais qui sera qualifié de « profondément pétainiste ». Il accueille dans ses rangs une centaine de miliciens volontaires[réf. souhaitée]. Cependant, les personnels, hors les miliciens, sont dans l’ensemble profondément anti-allemands.

### Équipement et armement
L'uniforme est celui du modèle 1941 dont la livraison avait commencé en 1942 dans l'Armée d'armistice, à l'exception du casque qui reste le casque Adrian modèle 1926.
Bien que les Allemands aient initialement prévu d'équiper le régiment d'armes allemandes, il reçoit finalement des armes françaises, livrées à partir de décembre 1943 : fusils MAS 36, pistolets-mitrailleurs MAS 38, fusils-mitrailleurs MAC 24/29, mitrailleuses Hotchkiss modèle 1914 et huit mortiers Brandt modèle 27/31 de 81 mm (ces derniers sont retirés en février 1944 quand le colonel Berlon refuse d'envoyer le régiment participer à la lutte contre la résistance en Haute-Savoie). À partir de juin 1944, le régiment reçoit également des armes capturées à la Résistance.
Le régiment est très légèrement motorisé, avec trente-quatre side-cars et motos Gnome et Rhône AX2 et une soixantaine de véhicules automobiles : voitures de tourisme, camionnettes (Peugeot DMA, Renault AHS et Citroën 23) et camions (Renault AHN et Berliet). Le régiment dispose cependant de 800 bicyclettes et de plusieurs centaines centaines de chevaux de selle et de trait (six cents en juin 1944 pour un total théorique de 895), ainsi que d'environ 200 véhicules hippomobiles.

### Opérations contre la Résistance
Le régiment est chargé de monter des opérations contre la Résistance. De multiples accrochages ont lieu[réf. nécessaire]. Ainsi, à Vaussujean, sur la commune de Saint-Sébastien (Creuse), le 28 mai 1944, un détachement de 30 hommes du 1er RF commandé par le lieutenant Bonioli monte une embuscade contre des Résistants après un parachutage et en abat sept. Il arrête ensuite trois Résistants du voisinage qu'il livre à la Milice et qui seront torturés et abattus. Le 10 juin 1944, le 1er RF, de concert avec les Allemands, tire sur des maquisards à Ussel. Quarante-sept FTP sont tués.
À partir de mai 1944, le régiment reçoit des missions de protection des voies ferroviaires et des réseaux de transport d'électricité. Le 1er bataillon est ainsi chargé de la protection du barrage d'Éguzon et des lignes à haute tension qu'il alimente. Il surveille aussi la voie ferrée entre Argenton-sur-Creuse et Limoges. Trois compagnies du 2e bataillon (détachement Meyer) protègent les lignes reliant le barrage de Kembs à Paris, entre Belfort et Troyes.

### Les ralliements à la Résistance
Dès le débarquement connu, une cinquantaine de sous-officiers et hommes désertent pour rejoindre la Résistance, dont le 7 juin la totalité de la musique du régiment qui passe au maquis Lebon et dont le chef, le lieutenant Louis Huygue (Matraque), deviendra un des adjoints de Guy Lebon,. C'est ainsi que le 9 juin 1944, le soldat Henri Rognon et dix de ses camarades, lors du massacre d'Argenton-sur-Creuse, assistant à l'arrivée inattendue d'une colonne de la 2e division SS Das Reich, tirent spontanément sur elle. Il s'ensuit un combat qui nécessite l'utilisation d'un canon pour réduire les Résistants. Henri Rognon est tué et cinq soldats faits prisonniers sont exécutés le lendemain à Limoges. Le même jour la garnison allemande d'Ussel accepte de déposer les armes sous la protection d'une compagnie du 1er régiment de France. Cette libération échoue après qu'une compagnie de FTP ait pénétré dans le cantonnement pour s'emparer des armes.
Le 20 juin au soir, la compagnie du 2e bataillon stationnée à Saint-Amand se heurte à une unité allemande venant de Bourges et lui cause un ou deux tués.
En Champagne, les hommes du 2e bataillon entrent rapidement en contact avec la Résistance, d'autant plus facilement qu'ils sont isolés et autonomes. En août 1944, 17 soldats cantonnés à Humes rejoignent la Résistance, apportant leur armement, et deviennent le noyau du maquis du Fresnoy. D'autres éléments de l'Aube rejoignent les maquisards du département.
En juillet 1944, le général Berlon souhaite avoir un contact avec la Résistance militaire. Le colonel Chomel, commandant la brigade Charles Martel, qui dépend de l'Organisation de résistance de l'armée (ORA), en est informé, fait approcher le général et entre en pourparlers avec lui. Le général est arrêté le 9 août à Cluis, près d'Éguzon, par des éléments FFI du groupe Indre-Est. L'embuscade de Cluis est montée, sur renseignement de deux des officiers du 1er RF, par le capitaine Gouillard et le lieutenant Leroy, officiers tués au feu le mois suivant dans les combats contre les troupes allemandes de la colonne Elster, non contrôlés par le colonel Chomel mais ce dernier peut poursuivre avec l'adjoint du général ces contacts qui aboutissent le 22 août au ralliement à la Résistance de l'ensemble du régiment. Les trois bataillons ont perdu depuis le 6 juin beaucoup d'hommes déjà passés à la Résistance, mais leur personnel, encore nombreux, est formé, équipé et encadré par des officiers de carrière. Ces effectifs sont fondus dans les maquis militaires du Berry. La brigade Charles Martel reçoit le 1er bataillon ainsi qu'un escadron cycliste, un escadron à cheval et un peloton de motards du 3e bataillon. Les éléments du 2e bataillon stationnés dans le Cher rejoignent le maquis du colonel Bertrand et sont répartis dans la 33e demi-brigade de la brigade Bertrand.
Le ralliement du 1er bataillon double les effectifs de la brigade Charles Martel, avec des éléments de grande valeur. Les nouveaux effectifs sont affectés au 17e bataillon de chasseurs portés et à la 27e demi-brigade, et permettent de créer le 24 août une quatrième unité, le 8e régiment de cuirassiers, sous les ordres du commandant Calvel qui vient lui aussi du 1er régiment de France. Le 8e cuir se bat victorieusement quelques jours plus tard contre la Wehrmacht au combat d'Écueillé. Deux cent cinquante hommes de son 1er escadron, capitaine Colomb, s'y illustrent dans un combat improvisé où ils réduisent entièrement en deux heures un convoi allemand d'artillerie antichar.
Le 1er régiment de France est officiellement dissous le 21 août 1944.
Après son arrestation, le général Berlon est transféré à Limoges le 21 octobre 1944. D'abord jugé à Bourges en janvier 1947, il l'est de nouveau à Bordeaux en décembre et condamné à cinq ans d'indignité nationale, rayé des cadres de la Légion d'honneur, rétrogradé au grade de lieutenant-colonel et privé de pension. Il sera gracié par le président Vincent Auriol puis placé dans le cadre de réserve.

## Personnalités ayant servi au1errégimentde France
- Gérard de Cathelineau (1921-1957), Saint-Cyr (promotion Croix de Provence), tué au feu en Algérie
- Henri Rognon (1925-1944), tué au feu lors du massacre d'Argenton-sur-Creuse.